# Turbo Teen
Turbo-Teen ("Turboman", no Brasil) foi uma série animada produzida pela empresa Ruby Spears. Foi exibida originalmente na Rede ABC entre 1984 e 1985, contendo doze episódios. No Brasil, a série foi exibida por volta de 1987 na Rede Bandeirantes.

## Enredo
A série narra as aventuras de um adolescente denominado Brett Matthews, que quando dirigindo desvia de um caminho durante um temporal e bate em um laboratório secreto do governo. Lá, ele e o seu carro esporte vermelho são acidentalmente expostos a um raio separador molecular inventado por um cientista maluco denominado Dr. Chase. O rapaz e a máquina ficam fundidos e por conseguinte, Brett ganha a capacidade de se transformar no carro quando exposto ao calor extremo e reverter a sua forma humana quando exposto ao frio extremo. Com este novo poder, Brett e os seus amigos, que o chamam "TT", seguem aventuras em conjunto lutando contra o crime e resolvem outros mistérios.
Um enredo secundário que ocorre implica Brett e a pesquisa de Dr. Chase de um modo de devolver Brett ao normal. Também, um vilão recorrente é o misterioso e nunca visto "Corredor Negro" (Viajante Sombrio), que dirige um caminhão monstro e procura capturar TT para encontrar o segredo das suas capacidades.